# Eriochrysis
Eriochrysis là một chi thực vật có hoa trong họ Hòa thảo (Poaceae).

## Loài
Chi Eriochrysis gồm các loài: